# Zatrephus pannosus
Zatrephus pannosus là một loài bọ cánh cứng trong họ Cerambycidae.